# The Magic Position
Albums de Patrick Wolf
Wind in the Wires
(2005) The Bachelor
(2009)
Singles
1. Accident & Emergency
Sortie : 23 octobre 2006
2. Bluebells (téléchargement seulement)
Sortie : 1er janvier 2007
3. The Magic Position
Sortie : 26 mars 2007
4. Get Lost
Sortie : 2 juillet 2007

The Magic Position est le troisième album du chanteur et compositeur anglais Patrick Wolf. Il comprend notamment des collaborations avec Marianne Faithfull (Magpie) et Edward Larrikin (Accident & Emergency) mais aussi sa sœur, Jo Apps, dans les chœurs. La sortie de l'album a été précédée des singles Accident & Emergency et Bluebells. Le troisième single, The Magic Position, est sorti le 26 mars 2007.
Le livret qui accompagne le disque retrace entre autres la genèse de l'album. On y apprend que les premiers enregistrements ont eu lieu à Londres, pendant « cet interminable été 2005 ». Patrick Wolf s'est ensuite rendu à Vienne pendant le mois de décembre, puis à New York dès janvier 2006. Il est finalement retourné à Londres, rejoint en février par Marianne Faithfull pour l'enregistrement de Magpie.

## Liste des morceaux
Toutes les chansons sont écrites et composées par Patrick Wolf.
| 1.    | Overture                                           | 4:40 |
| 2.    | The Magic Position                                 | 3:53 |
| 3.    | Accident & Emergency (en duo avec Edward Larrikin) | 3:17 |
| 4.    | The Bluebell                                       | 1:11 |
| 5.    | Bluebells                                          | 5:17 |
| 6.    | Magpie (en duo avec Marianne Faithfull)            | 3:57 |
| 7.    | The Kiss                                           | 1:05 |
| 8.    | Augustine                                          | 4:19 |
| 9.    | Secret Garden                                      | 1:49 |
| 10.   | Get Lost                                           | 3:17 |
| 11.   | Enchanted                                          | 2:07 |
| 12.   | The Stars                                          | 3:51 |
| 13.   | Finale                                             | 1:57 |
| 40:40 |                                                    |      |

| 14. | The Marriage | 2:46 |

| 14. | Bluebells (clip vidéo) |  |

| 14. | Underworld                                        |  |
| 15. | Adder                                             |  |
| 16. | Ari's Song (imprimé "Ali's Song" sur la pochette) |  |
| 17. | The Marriage                                      |  |
| 18. | Accident & Emergency (clip vidéo)                 |  |
| 19. | The Magic Position (clip vidéo)                   |  |

| 14. | The Childcatcher (live) |  |
| 15. | Luna & Libertine (live) |  |

## Explications
- Le titre Overture, en français ouverture, est une chanson où le chanteur incite quelqu'un à de nouveau aimer.
- Le titre The Magic Position, en français la position magique, est une chanson d'amour sur deux nouvelles personnes, une qui est assez abîmé, et l'autre, le chanteur, qui a réalisé tous ses rêves et qui trouve un nouvel élan dans sa vie. Mais ce titre parle surtout d'une certaine "position magique", non définie, mais ambiguë.
- Le titre Accident & Emergency, en français accident et urgence, est le nom usuel du service hospitalier des urgences au Royaume-uni, il parle de l'importance que des mauvaises choses arrivent pour savoir, ne serait-ce que, distinguer les bonnes et les apprécier à leurs justes valeurs.
- Le titre The Bluebell, en français littéral la clochette bleue, est un terme générique anglais qui regroupe les fleurs à clochettes bleues, il pourrait s'agir de jacinthe, de mertensie ou de campanule. La chanson raconte les derniers bons moments du chanteur avant de partir d'un endroit et ne jamais y revenir. C'est l'intro de la chansons suivante.
- Le titre Bluebells, en français les clochettes bleues (voir au-dessus pour la traduction), est la suite du titre précédent, il raconte un amour fini, plus réciproque, lassé, le chanteur part loin pour oublier et endormir son esprit. Il demande qu'on le réveille quand les clochettes bleues sonneront (l'heure sera venu).
- Le titre Magpie, en français la pie, est en quelque sorte la continuité du titre précédent, un garçon perdu ne sachant plus où aller, la dernière partie de la chanson est une partie d'une vieille comptine anglaise s'intitulant « one for sorrow ».
- Le titre The Kiss, en français le baiser, est un interlude instrumental.
- Le titre Augustine, est un prénom, Patrick Wolf expliquera dans une interview que cela parle d'un amour non réciproque, avec une idée de destruction en filigrane.
- Le titre Secret Garden, en français le jardin secret est une sorte d'interlude peu chanté qui parle d'ouvrir le jardin secret et qui devient très lourd musicalement une fois entré.
- Le titre Get Lost, en français se perdre, raconte une histoire de deux amoureux qui préfèrent s'enfuir et s'amuser seuls que de sortir.
- Le titre Enchanted en français enchanté parle du chanteur qui est enchanté par celui qu'il aime.
- Le titre The Stars, en français les étoiles
- Le titre Finale est la conclusion instrumentale de l'album.

## Singles

### Accident & Emergency
Sorti le 23 octobre 2006
| 1. | Accident & Emergency (en duo avec Edward Larrikin) |  |
| 2. | Underworld                                         |  |
| 3. | Adder                                              |  |

| A. | Accident & Emergency (en duo avec Edward Larrikin) |  |
| B. | The Childcatcher (live)                            |  |

| 1. | Accident & Emergency (en duo avec Edward Larrikin) |  |
| 2. | Ari's Song (reprise de Nico)                       |  |

### Bluebells
Sorti le 1er janvier 2007
| 1. | Bluebells |  |

### The Magic Position
Sorti le 26 mars 2007
| 1. | The Magic Position |  |
| 2. | The Marriage       |  |

| A. | The Magic Position              |  |
| B. | Augustin & The Secret Garden II |  |

| A. | The Magic Position      |  |
| B. | Luna & Libertine (Live) |  |

| 1. | The Magic Position                         |  |
| 2. | On Sussex Downs (reprise de Larrikin Love) |  |

## Crédits
- Patrick Wolf – Chant, deux grands pianos Bösendorfer, synthétiseur modulaire Kawaii, ukulele bariton et soprano, dulcimer appalache, kanteles cinq et quinze cordes, clavicorde, clavinet, audio and electronic programming, thérémine, harmonium, Autoharpe, cadenas et clefs, cloche, gongs, clochette, frappements de mains.
- Victoria Sutherland – violon solo
- Marianne Faithfull – chant sur "Magpie"
- Jo Apps – chœurs
- Derek Apps – basse et clarinettes alto
- Katy Wright – violoncelle solo
- Mark Rudland – trombones
- Flip Phillipp – vibraphone et glockenspiel
- Edward Larrikin – chant sur "Accident & Emergency"
- Richard Eigner – batterie
- Werner Dafeldecker – contrebasse
- Jeremy Shaw, Richard Eigner, Patrick Pulsinger et Anna at Eastcote – frappements de mains
- Andreas Kaufmann – premier violon
- Alexej Barer – second violon
- Raphael Handschuh – alto
- Rozaliya Rashkova – violoncelle

Pochette:
- Peintures et dessins - Patrick Wolf
- Design - Patrick et Traffic
- Photographe - Gered Mankowitz